# اسپرسی گسترده
اسپرسی گسترده (نام علمی: Hedysarum wrightianum) نام یک گونه از سرده اسپرسی است.